# Voliba scoparialis
Voliba scoparialis là một loài bướm đêm trong họ Crambidae.